# Nęckówka
Nęckówka – część miasta Biecz, położona na północ od centrum miasta, w rejonie ulic Tysiąclecia i Nęckówka.